# Gare d'Aubel
La gare d'Aubel est une gare ferroviaire belge, fermée, de la ligne 38 de Chênée à Plombières. Elle est située à Aubel dans la province de Liège. 
Aubel est mise en service en 1881 et fermée a tout trafic en 1962. Son bâtiment principal est détruit en 1975.

## Situation ferroviaire
Établie à 239 mètres d'altitude, la gare d'Aubel est située au point kilométrique (PK) 32.9 de la ligne 38 de Chênée à Plombières, entre les gares de Froidthier et de Hombourg, s'intercale la halte de Merckhof.

## Histoire

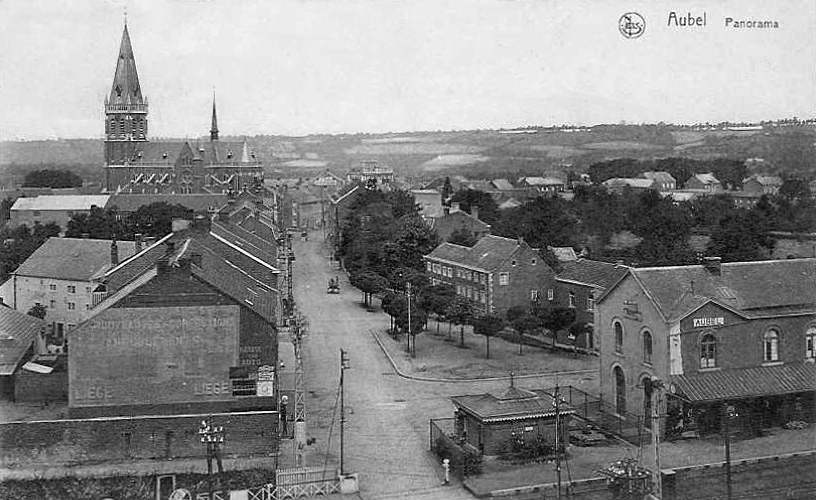
Le village et la gare avant 1920.

La gare d'Aubel, est ouverte, le 22 septembre 1881, lors de la mise en service de la section de 10,7 km venant de la gare de Battice, elle est alors la gare terminus de la ligne, a l'extrême limite de la région francophone. Elle devient une gare de passage le 2 octobre 1895, lors de l'ouverture des 10,5 km de la section suivante d'Aubel à Plombières.
Au début de la Seconde Guerre mondiale, elle devient en 1940 une gare frontière terminus de la ligne belge.
La ligne et donc la gare sont fermées au service des voyageurs le 2 juin 1957 et à celui des marchandises le 31 août 1962. Le bâtiment principal est détruit en 1975 et les voies sont déposées en 1992.

## Patrimoine ferroviaire
Sur l'ancienne place de la gare d'Aubel un panneau indicateur d'information marque l'emplacement de la gare en bordure du RAVeL, qui utilise la plateforme ferroviaire. Un coupon de voie avec un locotracteur sont présentés sur ce même site.

Locotracteur présenté à l'emplacement de la gare
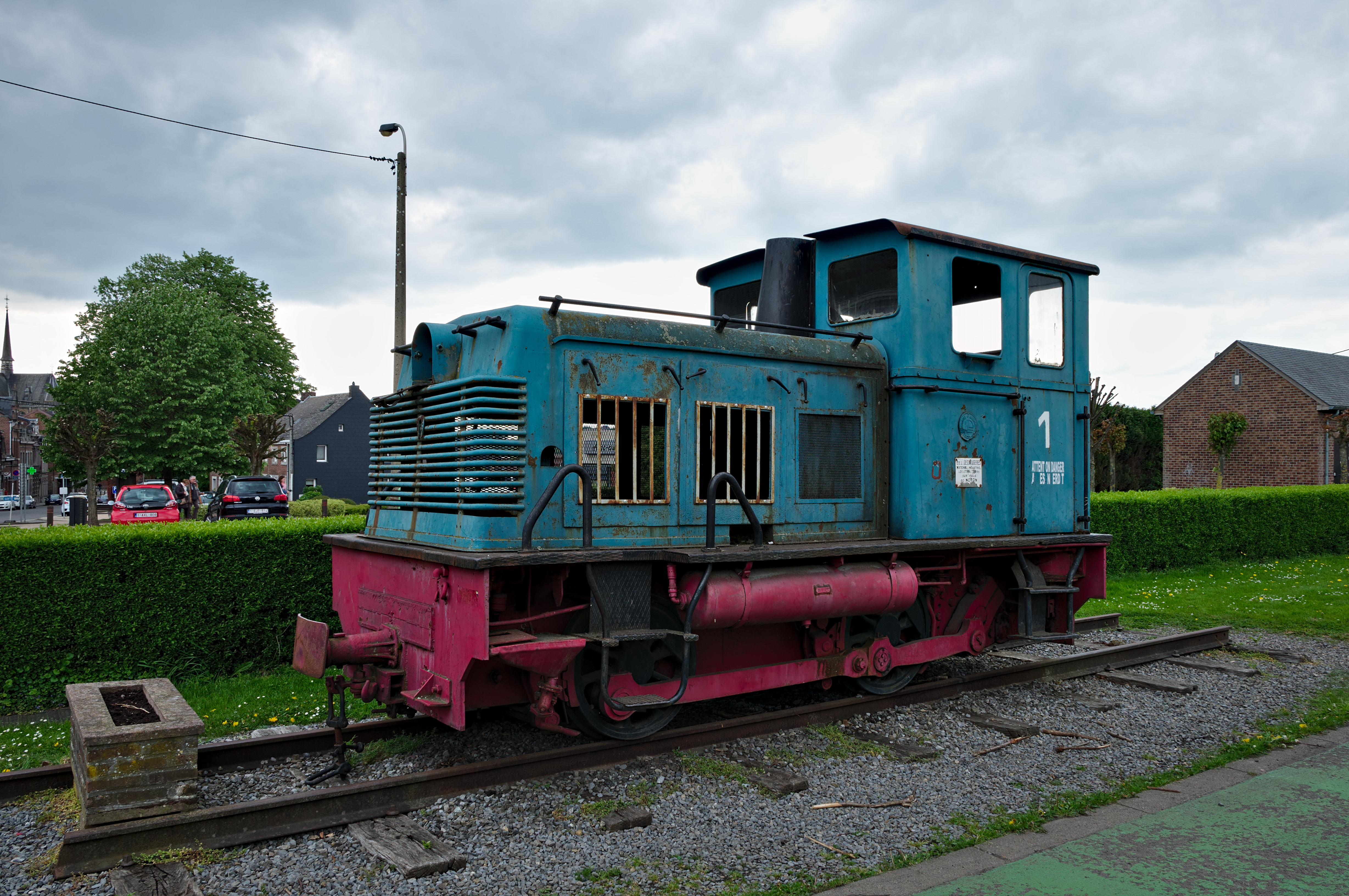
Ets Desbrugères Noyon.